# シェール
シェール（Cher [ˈʃɛər], 1946年5月20日 - ）は、アメリカ合衆国カリフォルニア州エル・セントロ出身の歌手・女優。

## 来歴
父親ジョン・サーキシアンはアルメニア系、母親ジャッキー・ジェーン・クラウチはチェロキー・インディアン、アイルランド、ドイツ等の血を引く。両親はシェールが10ヵ月の時に離婚したが、その後も数回結婚・離婚を繰り返したという。母親は後にジョージア・ホルトの名前で女優としてテレビに出演するようになり、シェールも子供時代にエキストラとして出演したことがある。しかし母親の再婚・離婚に伴い転居の多い貧しい幼少時代であった。
16歳で学校を中退し、ロサンゼルスに移って演技のクラスを受けるようになる。歌手のソニー・ボノに見出され18歳で彼と結婚。"ソニー&シェール"の名で活動を始め、「アイ・ガット・ユー・ベイブ」などがヒットしたが、1975年に離婚。
デュオと並行して、1966年頃よりソロとしても活躍し始める。チェロキーの血筋を全面に押し出したイメージ戦略で「悲しきジプシー」「ハーフ・ブリード」「ダーク・レディ」（邦題は「悲しき恋占い」）などが全米No.1に輝き、日本でも頻繁にラジオで流された。
1975年6月にはグレッグ・オールマンと結婚するが、結婚から9日後にシェールが離婚訴訟を提起するというトラブルもあった。その後オールマンと和解し、1977年には「オールマン・アンド・ウーマン」名義でオールマンとのデュエット・アルバム『Two the Hard Way』をリリースしたが、1979年に離婚。
その後はディスコサウンドも取り入れた「Take Me Home」（邦題は「誘惑の扉」）が1979年に大ヒット。がその後に発表した「Prisoner」以降はヒットに至らず、1982年の「I Paralzye」を最後に1987年までの5年間、女優業の方へ活動をシフトした。1987年にゲフィン・レーベルに移籍し、マイケル・ボルトンやデスモンド・チャイルドらがソングライティングに加わったロック色の濃いアルバム『Cher』をリリース。ファーストシングルの「I Found Someone」が10位、セカンドシングルの「We All Sleep Alone」が14位とシングルヒットを飛ばした。アルバムもプラチナディスクを獲得している。

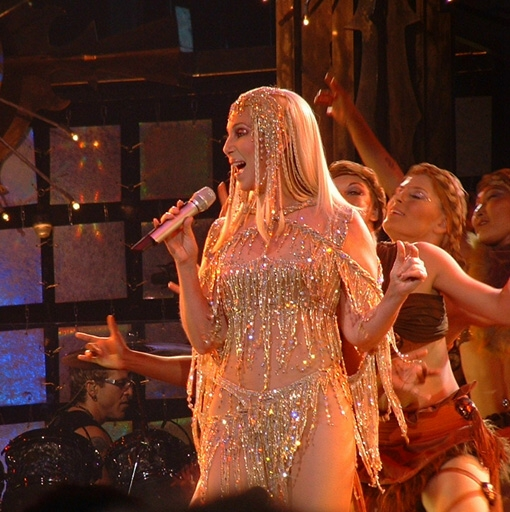
2004年のシェール

その後、ピーター・セテラとのデュエット「After All (Love Theme From Chances Are)」が6位とヒットを放っている中で、アルバム『Heart Of Stone』リリース。レコーディングには、当時彼女と付き合っていたボン・ジョヴィのリッチー・サンボラも加わっている。このアルバムからのファーストシングル「If I Could Turn Back Time」が3位とヒットを放つと、続く「Just Like Jesse James」が8位、サードシングルの「Heart of Stone」も8位とヒットシングルを連発した。特に「If I Could Turn Back Time」のプロモーションビデオはアメリカ海軍の軍艦上でロケが行なわれ、多数の水兵のエキストラを前にしてのT-バックスーツでの出で立ちが耳目を惹いた。
その後、1991年に『Love Hurts』。ワーナーへの移籍を経て、1995年に『It's a Man's World』をリリースするものの、ビッグヒットには到らなかった。
しかし、1998年にヨーロッパで先行してリリースしたシングル「Believe」が大ヒット。その後、各国で1位を記録した。このヒットを受け"Believe"は米国でも1位を獲得し、世界を席捲した。この曲により、彼女はグラミー賞最優秀ダンス・レコーディング賞を受賞し、自身初のグラミー受賞を果たしている。しかも、この「Believe」は世界中のヒット曲をランキングしたワールドチャートにて現在歴代1位という輝かしい大記録を保持している。
1999年には、ニューヨークのビーコン・シアターで行われたディーヴァズ・ライヴに、ティナ・ターナーやエルトン・ジョン、ホイットニー・ヒューストンらと共に出演、「If I Could Turn Back Time」「Believe」の2曲と、ティナ・ターナー・エルトン・ジョンと共に「Proud Mary」の合わせて3曲を披露した。同様に2002年にラスベガスのMGMグランドで行われた「ディーヴァズ・ライヴ　エルヴィス・プレスリー・トリビュート」にもセリーヌ・ディオンやメアリー・J. ブライジ、ディクシー・チックスらと共に出演し、「Believe」「Song for the Lonely」「Heartbreak Hotel」（エルヴィス・プレスリーのヒット曲）の3曲と、シンディ・ローパーとのデュエットで「If I Could Turn Back Time」の合わせて4曲を披露した。2000年以降は、北米、ヨーロッパを中心に大規模なワールド・ツアーを開催した。「フェアウェル・ツアー」と題された最後のワールド・ツアーも数年に渡り行われ大成功を収めた（のちに2014年に北米のみでツアーを行い、2018年から2019年度の秋にかけてオセアニア・北米・ヨーロッパとツアーを敢行する予定である）。
2013年9月20日（日本では9月25日）にソロアルバムとしては2001年の"Living Proof"以来12年ぶりとなるスタジオアルバム"Closer To The Truth"をリリース、Billboard200において初登場3位を記録、自身の初登場記録（"Believe"と"Very Best of Cher"が初登場4位を記録）を塗り替えた（Sonny & Cher時代に"Look At Us"が初登場2位を記録したことはある）。さらに、その"Look At Us"が発表された1965年から2013年の"Closer To The Truth"まで48年以上の歳月にわたってビルボード上でトップ5に入るアルバムをリリースした人物としての記録も塗り替えた（その前は48年弱のバーブラ・ストライサンド）。

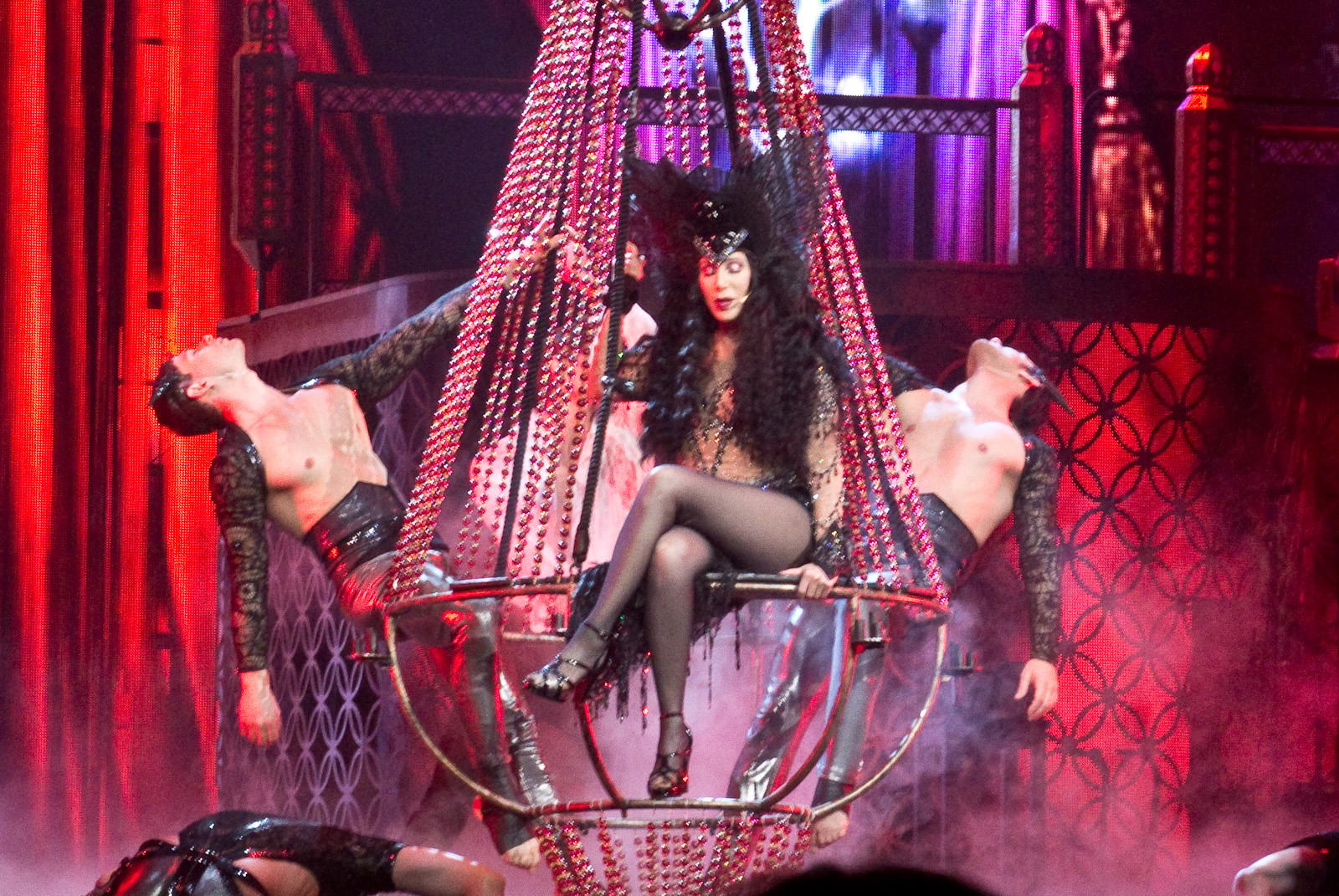
2014年のシェール

2018年、映画「マンマ・ミーア! ヒア・ウィー・ゴー」に主人公の祖母役として10年ぶりの映画出演を果たす。そこで「悲しきフェルナンド」を歌った事を契機に、「ABBAの楽曲を集めたアルバムを作ってみては？」と思い立ち全10曲のトリビュート・アルバム「Dancing Queen」を同年9月28日にリリース（Billboard200において前作と並び初登場3位を記録、初週売上153,000枚と自身最高初週売上を記録したばかりでなく、トップ・アルバム・セールス・チャートでも自身初の1位を記録）。それと並行してアルバムのプロモーションの為、4年ぶりとなるワールド・ツアーを敢行する事を発表。同年9月21日にオセアニア地方からスタートした。当初は、その後年明けから北米地方限定で5月18日までの予定としていたが、その後2019年秋にヨーロッパまで日程を拡大することを発表。2005年におよそ3年に及んだ「フェアエル・ツアー」を敢行して以来、「ツアーは（体力的にも）もうやらない」とかねがね言い続けていた彼女だが、2014年の「Dressed to Kill Tour」に続き、二度目のカムバックを果たした。
2024年4月21日、米国・Rock & Roll Hall Of Fameより、『2024年度ロックの殿堂 パフォーマー部門』での殿堂入りが発表された。

## 女優としての活動
1982年のロバート・アルトマン監督の『わが心のジミー・ディーン』から本格的に女優としての活動を始める。
1983年の『シルクウッド』でゴールデングローブ賞の助演女優賞を、1984年の『マスク』でカンヌ国際映画祭の女優賞を、1987年の『月の輝く夜に』でアカデミー賞の主演女優賞を受賞した。『月の輝く夜に』受賞時におけるシースルーのドレスは今でも語り継がれている程人々にインパクトを与えた。これまでもそのエロチックな姿態や衣装で何かと注目を集めたシェールだが、プライベートな嗜好でも常に話題性に富み、臀部にはバタフライの刺青を入れるなど全身にあらゆるタトゥーを入れていた事は有名であった。
1960年代からの長い芸歴ではあるが、あくまでも音楽活動がメインであり、映画ファンにも知られるようになったのは女優活動も活発に行うようになった1980年代後半からである。

## 人物
- 愛称はポップスの女神（The Goddess of Pop）。芸歴はゆうに50年を超えており、日本では知名度は低い方だが、世界的には歌手・女優・コメディショーのホスト・ファッションアイコンとして幅広い分野で活躍し成功を収めているレジェンドとして尊敬を集めている。[要出典]
- デビューした1960年代から2010年代の50年間の間、各年代にビルボードチャートで1位に輝いたヒット曲を持つ唯一の歌手という類稀なる記録を保持している（後述）。[要出典]
- 70代後半となった今でも変わらぬ美貌を保っている事から、「核戦争の後に生き残るのはシェールとゴキブリだけだ」というジョークまで作られている
- プライベートではいわゆる内向的な性格であると語っており、初対面の人と喋ったりレストランで食事したりするのも好きではない、初対面の人と一緒に仕事をする際は「仕事だから」と割り切っているそう。他方、ステージ上の自分は普段の自分とは正反対であると語っている。
- 失読症を患っている事を公言しており、学生時代は特に文字や数字を読むのに苦労したと語っており、これが16歳で高校を中退する原因になっている。Twitterでは絵文字を多用したりするなどして障害を補っている。ちなみに失読症だと判明したのは30歳頃で、学生時代は原因がわからず教師達からも「努力をしていない」という見られ方をしていたと語っている。[要出典]
- いわゆるゲイ・アイコンとしても有名であり、彼女自身もLGBTの子供を持つ親として積極的にLGBTの権利向上などを訴えている。
- アメリカ合衆国第45代大統領であるドナルド・トランプに対しては大統領選の頃から公然と批判しており、反トランプ派の代表格となっている。
- ジョージ・フロイドが白人警察官による不適切な拘束によって殺害された件を巡り、シェールは自身の母とこの件について話したとして、「私だったら助けられたかもしれない」と答えたとツイート。このツイートは大きな批判を呼び、シェールは問題のツイートを削除し、謝罪した[8]。

### 他アーティストとの関係
- かねがね比較の対象にもなっているマドンナに対しては、1991年のインタビューで「彼女に尊敬するところは沢山あるわね。ビジネスセンスもあるし。でも好きになれないところもあるのよね。」「彼女はとても態度が悪いのよ。ショーン・ペン(マドンナの元夫）とは昔からの友達で、彼らも私の家に何度も遊びに来た事があるけど、彼女はそこでも周囲の人たちにとても失礼な行動をしてて、まるで駄々っ子みたいだったわね。彼女はもう少し大きく構えるべきだと思うわ。」と述べるなど、個人的には彼女を嫌っているような発言が多々見受けられていた。しかし、2013年のイベントで記者に「まだマドンナの事は嫌いなのか？」という問いかけに対し、「いいえ、嫌いじゃないわ。彼女を本当に嫌った事はないのよ。ただビッチだと思っただけなのよ。尊敬もしてるしね。」と発言し、そこまで不仲と言われているほどではない事を証明した。そのほかにも、2017年1月21日から22日の二日間にかけてワシントンD.C.で行われたウィメンズ・マーチにて二人が談笑しているツーショットが残されている。しかし、2018年9月24日放送のエレンの部屋に出演した際、同番組の人気コーナー「5秒ルール」にて「デュエットしてみたい歌手3人は？」と聞かれ、「アデルとP!NKと、、、マドンナは嫌ね (not Madonna)。」と回答するなど、シェールの側にマドンナに対する苦手意識はやや残っている模様である。
- 若かりし頃、エルヴィス・プレスリーと一夜を共にしかけた事があったらしいが、直前で「不安になった」為実現しなかった。

## 主なヒット曲
- All I Really Want to Do (1965) ー 邦題：「私のお願い」、ボブ・ディランのカバー
- Where Do You Go (1966) ー 邦題：「貴方はどこに」
- Bang Bang (My Baby Shot Me Down) (1966)　ー 邦題：「バン・バン」
- Alfie (1966) ー 邦題：「アルフィ」、映画「アルフィ」のクロージングで歌唱。シラ・ブラック盤はイギリス公開版のみに使用。ディオンヌ・ワーウィック盤はカバー。
- You Better Sit Down Kids (1967) ー 邦題：「悲しいわかれ」
- Gypsys, Tramps & Thieves (1971) ー 邦題：「悲しきジプシー」、全米１位
- Living in a House Divided (1972) ー 邦題：「愛の別離」
- Half-Breed (1973) ー 邦題：「ハーフ・ブリード」、全米１位
- Dark Lady (1974) ー 邦題：「悲しき恋占い」、全米１位
- Take Me Home (1979) ー 邦題：「誘惑の扉」
- I Found Someone (1987) ー 邦題：「アイ・ファウンド・サムワン」、ローラ・ブラニガンのカバー
- We All Sleep Alone (1988) ー 邦題：「オール・スリープ・アローン」
- After All (Love Theme from Chances Are) (1989) ー 邦題：「アフター・オール」、ピーター・セテラとのデュエット
- If I Could Turn Back Time (1989) ー 邦題：「ターン・バック・タイム」
- Just Like Jesse James (1989) ー 邦題：「ジェシー・ジェイムス」
- Heart of Stone (1990) ー 邦題：「ハート・オブ・ストーン」、バックス・フィズのカバー
- The Shoop Shoop Song (It's in His Kiss) (1990) ー 邦題：、ベティ・エベレットのカバー
- Love and Understanding (1991) ー 邦題：「ラヴ・アンド・アンダースタンディング」
- Save Up All Your Tears (1991) ー 邦題：、ボニー・タイラーのカバー
- Believe (1998) ー 邦題：「ビリーヴ」、全米１位
- Strong Enough (1999) ー 邦題：「ストロング・イナフ」
- All or Nothing (1999) ー 邦題：「オール・オア・ナッシング」
- Song for the Lonely (2002) ー 邦題：「ソング・フォー・ザ・ロンリー」
- You Haven't Seen the Last of Me (2011) ー 邦題：「ユー・ハヴゥント・シーン・ザ・ラスト・オブ・ミー」、映画「バーレスク」劇中歌
- Woman's World (2013) ー 邦題：「ウーマンズ・ワールド」

## 記録
- 彼女の持つ記録の一つに「1960年代から2010年代の50年間、各年代にビルボードチャートで１位に輝いたヒット曲を持つ唯一の歌手」というものがある。ビルボードチャートといえば、シングルチャートの「Hot 100」とアルバムチャートの「Hot 200」が有名であるが、そのほかにもジャンル別にチャートが存在する（例：ACチャート、EDMチャートなど）。シェールはそれらのチャートで各年代毎に１位を記録した楽曲を保持している。特に60・70年代には全米１位の曲を4曲保持するなど、当時の彼女の人気ぶりがうかがえる（その後1999年にビリーヴで25年振りに全米１位を獲得）。80年代はACチャートで、90年代後半以降は、彼女のメインファン層であるゲイ・コミュニティに向けたダンス・ミュージック系の曲でその系列のチャートで１位を席巻している。

- 1960年代
  - I Got You Babe (1965)　ー デュオ・ソニー&シェールとして。
    - Hot 100チャートで１位。
- 1970年代
  - Gypsys, Tramps & Thieves (1971)
  - Half-Breed (1973)
  - Dark Lady (1974)
    - 全曲Hot 100チャートで１位。
- 1980年代
  - After All (Love Theme from Chances Are) (1989) ー ピーター・セテラとのデュエット。
  - If I Could Turn Back Time (1989)
    - 全曲Adult Contemporaryチャートで１位。
- 1990年代
  - Believe (1998)
    - Hot 100チャート、Dance Club Songsチャートで１位。

  - Strong Enough (1999)
  - All or Nothing (1999)
    - 上記2曲Dance Club Songsチャートで１位。
- 2000年代
  - Song for the Lonely (2002)
  - A Different Kind of Love Song (2002)
  - When the Money's Gone (2003)
    - 全曲Dance Club Songsチャートで１位。
- 2010年代
  - You Haven't Seen the Last of Me (2010)
  - Woman's World (2013)
    - 全曲Dance Club Songsチャートで１位。

## アルバム
- All I Really Want to Do (1965)
- The Sonny Side of Chér (1966)
- Chér (1966)
- With Love, Chér (1967)
- Backstage (1968)
- 3614 Jackson Highway (1969)
- Gypsys, Tramps & Thieves (1971)
- Foxy Lady (1972)
- Bittersweet White Light (1973)
- Half-Breed (1973)
- Dark Lady (1974)
- Stars (1975)
- I'd Rather Believe in You (1976)
- Cherished (1977)
- Take Me Home (1979)
- Prisoner (1979)
- I Paralyze (1982)
- Cher  (1987)
- Heart of Stone (1989)
- Love Hurts (1991)
- It's a Man's World (1995)
- Believe (1998)
- not.com.mercial (2000)
- Living Proof (2001)
- Closer to the Truth (2013)
- Dancing Queen (2018)

## 主な出演作品
| 公開年 | 邦題 原題                                                                  | 役名                             | 備考                                                                                        |
| ------ | -------------------------------------------------------------------------- | -------------------------------- | ------------------------------------------------------------------------------------------- |
| 1982   | わが心のジミー・ディーン Come Back to the 5 & Dime, Jimmy Dean, Jimmy Dean | シシー                           |                                                                                             |
| 1983   | シルクウッド Silkwood                                                      | ドリー・ペリカー                 | ゴールデングローブ賞 助演女優賞 受賞                                                        |
| 1985   | マスク Mask                                                                | フローレンス・デニス（ラスティ） | カンヌ国際映画祭 女優賞 受賞                                                                |
| 1987   | イーストウィックの魔女たち The Witches Of Eastwick                         | アレクサンドラ・メドフォード     |                                                                                             |
| 1987   | 容疑者 Suspect                                                             | キャスリーン                     |                                                                                             |
| 1987   | 月の輝く夜に Moonstruck                                                    | ロレッタ・カストリーニ           | アカデミー主演女優賞 受賞 ゴールデングローブ賞 主演女優賞 (ミュージカル・コメディ部門) 受賞 |
| 1990   | 恋する人魚たち Mermaids                                                    | ミセス・フラックス               |                                                                                             |
| 1992   | ザ・プレイヤー The Player                                                  | 本人役                           | カメオ出演                                                                                  |
| 1994   | プレタポルテ Prêt-à-Porter                                                 | 本人役                           | カメオ出演                                                                                  |
| 1996   | スリーウイメン/この壁が話せたら If These Walls Could Talk                  | ベス・トンプソン                 | テレビ映画 監督・出演                                                                       |
| 1996   | フェイスフル Faithful                                                      | マーガレット                     |                                                                                             |
| 1998   | ムッソリーニとお茶を Tea with Mussolini                                    | エルサ                           |                                                                                             |
| 2003   | ふたりにクギづけ Stuck On You                                              | 本人役                           |                                                                                             |
| 2010   | バーレスク Burlesque                                                       | テス                             |                                                                                             |
| 2011   | Mr.ズーキーパーの婚活動物園 Zookeeper                                      | ライオンのジャネット             | 声のみ                                                                                      |
| 2018   | マンマ・ミーア! ヒア・ウィー・ゴー Mamma Mia! Here We Go Again             | ルビー                           |                                                                                             |

## 補注・出典
1. 1 2  “オジー・オズボーン、フォリナー、ピーター・フランプトンがロックの殿堂入り”.  BARKS (2024年4月22日). 2024年4月23日閲覧。
2. ↑  Bego 2004, p. 11: Sarkisian's profession; Berman 2001, p. 17: Sarkisian's nationality and personal problems, Crouch's profession; Cheever 1993: Crouch's ancestry.
3. ↑  Berman 2001, p. 17: Cher's parents divorcing when she was ten months old; Parish & Pitts 2003, p. 147: Cher's father was rarely home when she was an infant. Her parents married and divorced three times.
4. ↑  Berman 2001, p. 18: Cher's family often had little money; Parish & Pitts 2003, p. 147: Cher's family moving from place to place.
5. 1 2  Cagle, Jess (1992年7月10日). “Gregg Allman and Cher's troubled marriage”.   Entertainment Weekly. 2015年11月15日閲覧。
6. ↑  Cher | Awards | AllMusic
7. ↑   、2013年10月3日閲覧。
8. ↑  Juneau, Jen (2021年4月5日). “Cher Apologizes After Receiving Backlash Over Tweet About George Floyd: 'I'm Truly Sorry'”.   People. 2024年12月14日閲覧。